# Serafino Mazzarocchi
Serafino Mazzarocchi   (Montegranaro, 2 de febrer de 1890 - Bolonya, 21 d'abril de 1961) va ser un gimnasta artístic italià, que va competir a començament del segle xx.
El 1912 va prendre part en els Jocs Olímpics d'Estocolm, on va guanyar la medalla d'or en la prova del concurs complet per equips del programa de gimnàstica.